# Gianluca Farina
Gianluca Farina (Casalmaggiore, 15 dicembre 1962) è un canottiere italiano.
Vinse la medaglia d'oro a squadre (con Agostino Abbagnale, Piero Poli e Davide Tizzano) a Seoul nel 1988 e la medaglia di bronzo a Barcellona nel 1992 nel quattro di coppia.
Detiene il record italiano di indoor rowing sulla distanza olimpica dei 2000 m, categoria 40-49 anni, realizzato nel 2004 con il tempo di 6' 17.4". Nell'indoor rowing ha realizzato anche il record italiano sui 100 km (6h 52' 40"), battuto poi da Vittorio Altobelli nel 2007 (6h 34' 4").